# Рохмистров, Максим Станиславович
Макси́м Станисла́вович Ро́хмистров (5 января 1968) — аудитор Счётной палаты Российской Федерации (2013 — 2019 годы), депутат Государственной думы IV, V и VI созывов.

## Биография
В 1989 году окончил Ленинградское высшее военно-политическое училище ПВО.
7 декабря 2003 года был избран в Государственную думу IV созыва по федеральному списку ЛДПР, был членом фракции ЛДПР, членом Комитета по собственности. С 20 ноября 2006 года — после ухода Егора Соломатина — первый заместитель руководителя фракции ЛДПР.
2 декабря 2007 года избран депутатом Государственной думы V созыва в составе федерального списка ЛДПР (региональная группа № 13 — Владимирская область, Рязанская область). Вошёл во фракцию ЛДПР. До 23 января 2004 года был членом Комитета ГД по промышленности, строительству и наукоёмким технологиям, затем стал заместителем председателя Комитета ГД по собственности.
4 декабря 2011 года избран депутатом Государственной Думы VI созыва, член фракции ЛДПР, первый заместитель председателя комитета ГД по бюджету и налогам, член счётной комиссии ГД, член комиссии ГД по рассмотрению расходов федерального бюджета, направленных на обеспечение национальной обороны, национальной безопасности и правоохранительной деятельности, член комиссии ГД по строительству зданий и сооружений, предназначенных для размещения Парламентского центра.
В 2012 году участвовал в выборах мэра Химок, набрал 0,95 % голосов.
20 сентября 2013 года по представлению президента России назначен Госдумой на должность аудитора Счётной палаты. В сентябре 2019 года срок полномочий истек. 

## Звания и публикации
Кандидат социологических наук. Член президиума Союза социологов России. Автор книги «Налог как экономико-правовой инструмент рыночных преобразований в России».

## Собственность и доходы
По информации газеты «Ведомости», Рохмистров владеет недвижимостью в Болгарии.

## Награды
- Благодарность Правительства Российской Федерации (22 июля 2009 года) — за заслуги в законотворческой деятельности и многолетнюю добросовестную работу[4]